# Kaizen

Kaizen escrit en japonès

Kaizen (改善, japonès per a, literalment, 'canvi per a millor', 'millora'; l'expressió comuna en català és 'millora contínua').
En el context d'aquest article, kaizen es refereix a una estratègia de qualitat al lloc de treball; està sovint associada al sistema de producció de Toyota i relacionada amb diversos mètodes de control de qualitat, incloent-ne de W. Edwards Deming.
El kaizen tracta d'eliminar «residus», definits per Joshua Isaac Walters com «activitats que afegeixen cost però no afegeixen valor»).

## Introducció
El kaizen és una activitat diària el propòsit de la qual va més enllà d'una simple millora de la productivitat. És també un procés que, quan es fa correctament, fa més humà el lloc de treball, elimina la superposició de treball difícil (físic o mental) "muri", i ensenya a la gent com fer experiments al seu treball fent servir el mètode científic i com a aprendre a detectar i eliminar residus en els processos de negocis.
Per a ser més efectiu, el Kaizen ha d'operar amb tres principis:
- Considerar el procés i els resultats perquè les accions que donen els efectes surtin a la superfície.
- Pensament sistemàtic de tot el procés i no només d'allò que es veu immediatament (p. ex. una visió àmplia, no només estreta) per a evitar crear problemes en qualsevol lloc del procés.
- Un enfocament i una intenció d'aprenentatge, objectiva, no acusadora permetrà la re-examinació de suposicions que van portar a l'actual procés.

La gent a tots nivells d'una organització pot participar en el Kaizen, des del Director General fins als proveïdors externs si existeixen. El format per al Kaizen pot ser individual, sistema de suggeriments, grup petit o grup gran. A Toyota, és habitualment una millora local a una estació de treball o àrea local i involucra a un petit grup en la millora del seu entorn de treball i la seva productivitat. Aquest grup és sovint guiat a través del procés Kaizen per un supervisor de línia; altres vegades aquesta és el rol principal del supervisor de línia.
Mentre que Kaizen (a Toyota) habitualment dona petites millores, la cultura de les millores i les estandarditzacions contínues, alineades i petites dona grans resultats en forma de millores de la productivitat composta.
Aquesta filosofia difereix dels programes de millora "manar i controlar" de mitjan segle xx. La metodologia Kaizen inclou fer canvis, monitorar els resultats, i després ajustar. La preplanificació a gran escala i la calendarització de projecte exhaustiva és reemplaçada per experiments més petits, que poden ser adaptats ràpidament a mesura que es suggereixen noves millores.

## Traducció
En japonès es pronuncia 'Kaizen'.
- 改 ('kai') KAI significa 'canvi' o 'l'acció per a corregir'.
- 善 ('zen') ZEN significa 'bo'.

En xinès es pronuncia 'gai shan':
- 改 ('gǎi') significa 'canvi' lacció per a millorar'.
- 善 ('shàn') significa 'bo' o 'benefici'. 'Benefici' està més lligat a la filosofia Taoista o Budista, que dona la definició com l'acció que beneficia a la societat però no a un individu individual (p. ex. la millora multilateral). En altres paraules, un no es pot beneficiar a expenses del benefici de l'altre. La qualitat d'aquest benefici hauria de durar per sempre, en altres paraules, el 'shan' és una acció que realment beneficia als altres.

## Història
Al Japó, després de la Segona Guerra Mundial, les forces d'ocupació americanes van portar experts americans en mètodes de control estadístic que estaven familiaritzats amb els programes d'entrenament del departament de guerra Training Within Industry (TWI) per a recuperar el país. Els programes de TWI incloïen Instrucció de Treball (treball normal) i Mètodes de Treball (millores de processos). En conjunció amb el cicle Shewhart ensenyat per W. Edwards Deming, i altres mètodes basats en estadística ensenyats per Joseph M. Juran, això va esdevenir la base de la revolució Kaizen al Japó que va tenir lloc als 1950.

## Implementació
El Toyota Production System és conegut pel Kaizen, on de tot el personal de línia s'espera que pari la seva activitat a la línia de producció en cas d'anormalitat, i juntament amb un supervisor, suggereixi una millora per a resoldre l'anormalitat, cosa que pot iniciar un Kaizen.
El cicle d'una activitat Kaizen pot ser definit com: estandarditzar una operació → mesurar l'operació estandarditzada (trobar el temps de cicle i la quantitat d'inventari de procés) → comparar les mesures amb els requeriments → innovar per a assolir els requeriments i augmentar la productivitat → estandarditzar les noves i millorades operacions → continuar el cicle ad infinitum. Això es coneix també com a cicle Shewart, cicle Deming, o PDCA.
Masaaki Imai va fer el terme famós al seu llibre, Kaizen: La clau per a l'èxit competitiu del Japó.
A banda de les aplicacions de negoci del mètode, tant Anthony Robbins com Robert Maurer han popularitzat els principis Kaizen en principis de desenvolupament personal. Les bases del mètode Kaizen CANI (Constant and Never-Ending Improvement, en anglès Millora constant i que mai acaba) de Robbins és tractat a la seva sèrie Lessons in Mastery.